# 중자오정
중자오정(鍾肇政, 1925년 1월 20일 ~ 2020년 5월 16일)은 타이완의 하카 저자이다.

## 생애
1925년 타이완의 타오위안현(桃園縣) 룽탄향(龍潭鄕)의 주쭤랴오(九座寮)에서 태어났다. 일제 통치하에서 일본식 교육을 받고 일본어를 사용했으며, 중학교를 졸업한 후에는 초등학교에서 보조교사로 일하기도 했다. 이후 장화(彰化)청년사범학교에 진학했는데, 원래 문학을 좋아했던 그는 이때 다량의 세계 명작들을 읽으며 창작의 꿈을 키웠다. 1945년 사범학교를 졸업한 뒤 학도병으로 일본군에 들어갔으나, 같은 해 광복이 되면서 고향으로 돌아와 소학교에서 교사로 재직했다. 중자오정은 광복 이후 일본어 창작이 금지되면서 중문 주음부호와 중국어를 익히기 시작했으며, 각고의 노력으로 중문 창작 훈련을 계속해 나갔다.
1948년 타이완대학 중문과에 입학했으나 교과 과정 등에 불만을 품고 중도에 학업을 포기한 뒤 다시 교사로 복직했다. 1951년 ＜혼후(婚後)＞가 잡지에 실리면서 창작 활동을 시작했고, 1962년 ≪연합보(聯合報)≫에 교사로서 경험을 담은 첫 번째 장편소설 ≪루빙화(魯冰花)≫를 발표하면서 주목받기 시작하였다. 이후 ≪탁류 삼부곡(濁流三部曲)≫과 ≪대만인 삼부곡(臺灣人三部曲)≫ 등을 집필하며 장편소설에서 뛰어난 업적을 인정받았다.
중자오정은 1950년대 반공문학이 주류를 이뤘던 타이완 문단에서 항일과 계몽이라는 신문학운동 정신을 계승해 창작 활동을 벌였다. 당시 타이완 출신 작가들은 반공사상과 중원사상을 강조하던 관(官) 주도의 문단에서 크게 주목을 받지 못했으며, 새로운 언어인 중문으로 창작을 하는 것 또한 익숙지 않아 이중의 어려움을 겪었다. 작품을 발표할 지면이 많지 않은 것도 문제였다. 이에 중자오정은 1957년 4월 ≪문우통신(文友通訊)≫을 창간했다. 이 잡지에는 1950년대 중반 타이완 문단의 대표적인 향토문학 작가들이 상당수 참가하였는데, 이들은 대부분 타이완의 식민 경험과 역사 기억에 관심을 가진 작가들이었다. 이들은 잡지에 작품을 발표하고 서로의 작품을 평가하거나 격려하면서 꾸준히 작품 활동을 이어 나갔다. 당시 중자오정과 함께 ≪문우통신≫에 참여했던 대표적인 인물로는 중리허(鍾理和), 천훠취안(陳火泉) 등이 있다. ≪문우통신≫은 처음에는 큰 주목을 받지 못했다. 하지만 점차 소속 작가들이 공모전 등에서 두각을 나타내며 문학적 성과를 인정받기 시작했으며, 이러한 노력으로 문단의 주류로 성장할 수 있는 기반을 마련했다. 또한 이들은 당시 암흑과도 같은 시대 상황에서 문학의 다양성을 추구해 나갔으며, 이후 타이완 문학이 스스로의 정체성을 탐구하고 스스로의 발전 궤적을 완성해 나가는 밑거름 역할을 훌륭히 해냈다.